# Enrique Chimento
Enrique Chimento war ein argentinischer Fußballspieler. Der Abwehrspieler nahm an der Fußball-Weltmeisterschaft 1934 teil.

## Karriere

### Verein
Enrique Chimento spielte für den CA Lanús und für Barracas Central. Weitere Daten sind nur spärlich dokumentiert.

### Nationalmannschaft
Chimento wurde von Nationaltrainer Filippo Pascucci gemeinsam mit Teamkollege Alfonso Lorenzo in den Kader der Nationalmannschaft für die Weltmeisterschaft 1934 in Italien berufen, kam allerdings nicht zum Einsatz.